# Криминальный талант (фильм, 1988)
«Криминальный талант» — советский двухсерийный телевизионный художественный фильм, экранизация одноимённой повести Станислава Родионова.

## Сюжет
В Ленинграде за определенный период совершаются ряд преступлений, очень разные по почерку, но объединенные лишь одним: их совершают женщины. Сопоставив факты, следователь Рябинин приходит к выводу, что, несмотря ни на что, во всех случаях действует одна аферистка: изображая девушку «лёгкого поведения», подсыпает снотворное мужчинам в ресторанах; обманом получает чужие переводы на почте; обворовывает чужую квартиру, но будучи застигнутой на месте преступления хозяйкой, ускользает с добычей... Когда оперативники практически настигают её, она и от них умудряется скрыться… Обнаружение преступницы осложняется тем, что она обладает даром перевоплощения, является отличной актрисой, обладает изворотливым, изобретательным умом, вызывая даже некоторое восхищение у тех, кто за ней охотится. 
Именно эти её качества и были оценены сыщиками как «криминальный талант».
Наконец, её задерживают. Аферистка Александра Рукояткина — умная и красивая девушка из бедной многодетной семьи, иногородняя, «лимитчица» времён СССР, в большом городе учится в ПТУ и работает валяльщицей на суконной фабрике на тяжёлой работе за мизерную стипендию, а официально живёт в общежитии при фабрике. Пройдя через бедность, обиды и плохое к себе отношение, она решает, что есть более лёгкий способ заработать хорошие деньги, не став при этом в полном смысле девушкой «лёгкого поведения». При этом она старается жить по своим принципам, «понятиям», выстроив свою философию о существующих в жизни несправедливостях эпохи «развитого социализма», таких как блат, тотальный дефицит и социальная несправедливость; она помогает материально своим более бедным подругам-птушницам с суконной фабрики.
В ходе ведения расследования и при очных ставках следователю прокуратуры Рябинину приходится вести сложный психологический поединок с Александрой Рукояткиной, приводящий в итоге к неразрешимым этическим и нравственным противоречиям.

## В ролях
- Алексей Жарков — Сергей Георгиевич Рябинин, следователь прокуратуры
- Александра Захарова — Александра Гавриловна Рукояткина
- Игорь Нефёдов — Вадим Петельников, инспектор, капитан милиции
- Владимир Симонов — Виктор Семёнович Капличенков, потерпевший
- Людмила Давыдова — Людмила Афанасьевна, комендант общежития
- Алла Будницкая — Устюжанина, врач-реаниматолог
- Владимир Коренев — Сергей Сергеевич Курикин, потерпевший, директор овощной базы № 6
- Юрий Дубровин — Снегирёв («Кармазин»), вахтёр и воспитатель в женском общежитии
- Янислав Левинзон — Торба, портной
- Олег Школьник — завмаг
- Юрий Волович — Коля, музыкант в ресторане
- Анна Назарьева — Оля, соседка по комнате в общежитии, подруга Александры Рукояткиной
- Евгений Ганелин — сержант
- Елена Борзунова — Маша Гвоздикина, секретарь прокуратуры
- Олег Филимонов — официант
- Светлана Фабрикант — девица в ресторане
- Владислав Демченко — Леденцов, сотрудник милиции
- Виктор Павловский — Иван Савелович, майор милиции в медвытрезвителе

## Съёмочная группа
- Режиссёр — Сергей Ашкенази
- Сценарий — Станислав Родионов, Юрий Макаров
- Оператор — Сергей Стасенко
- Художник — Олег Иванов
- Композитор — Александр Кнайфель

## Музыка, прозвучавшая в фильме
- «Overjoyed[англ.]» — Стиви Уандер.
- «I’ve Seen That Face Before (Libertango)» в исполнении Грейс Джонс (песенная интерпретация «Libertango» Астора Пьяццоллы)
- «Until I Met You (Corner Pocket)» в исполнении The Manhattan Transfer.
- «Lessons In Love[англ.]» в исполнении группы «Level 42».
- «Алло» — Алла Пугачёва.
- «La Isla Bonita» — Мадонна.
- «Material Girl»  — Мадонна.
- «Замыкая круг» — Крис Кельми
- «Voyage Voyage» — Desireless.
- «Чудесная страна», «Любовь моя», «Синеглазый мальчик» — Жанна Агузарова и группа «Браво».
- «I Can’t Give You Anything But Love» — Элла Фицджеральд.
- «Война» — Виктор Цой
- «In the Army Now» — «Status Quo».
- «I Just Called to Say I Love You» — Стиви Уандер.
- «Поезд в огне» — Аквариум.